# علم الكونيات الكسورية

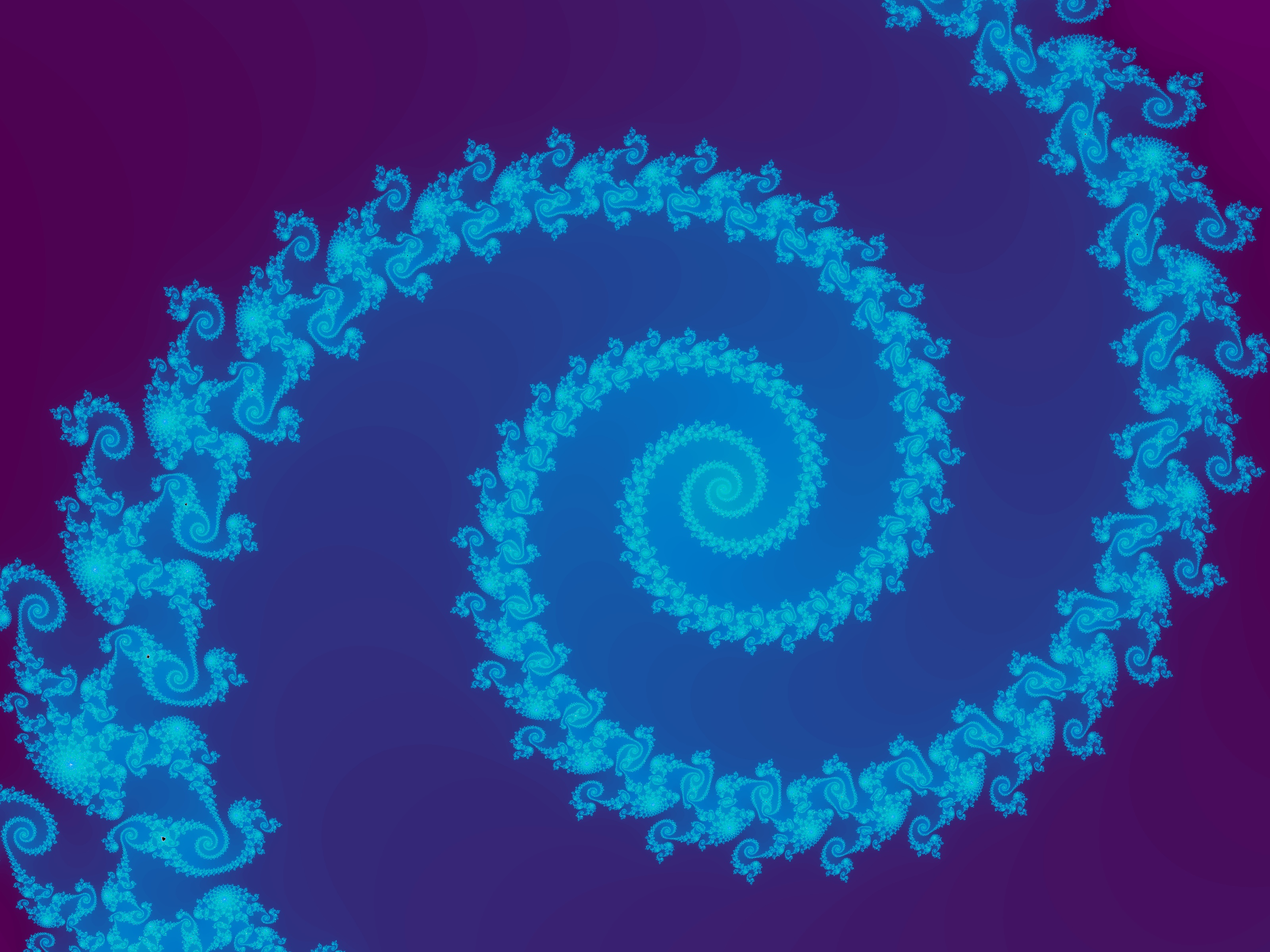

علم الكونيات الكسورية Fractal cosmology، هو فرع من فروع الفيزياء الكونية يشتمل على مجموعة من النظريات الكونية التي تنص على أن توزيع المادة في الكون أو بنية الكون نفسه هي بنية كُسورية باستخدام مجموعة واسعة من المقاييس، محور الاهتمام الرئيسي في هذا العلم هو البعد الكسري للكون أو توزيع المادة داخله سواءٌ عند قياسها على نطاقات كبيرة جداً أو صغيرة جداً.

## النمط الهندسي الكسري في علم الكونيات الرصدي
أُجريت أول محاولة لوضع نموذج لتوزيع المجرات ذات النسق الكسري بواسطة لوتشيانو بيترونيرو وفريقه في العام 1987 ، وظهرت رؤية أكثر تفصيلاً لهيكل الكون على نطاق واسع خلال العقد التالي حيث وضعت أوسع وأكثر تفصيلاً، يجادل بييترونيرو أنَّ الكون يُظهر جانباً كسرياً محدداً على نطاق واسع إلى حدود معينة مع بُعد كسري يبلغ حوالي "2" ، الأهمية النهائية لهذه النتيجة ليست واضحة بشكل مبدئي ولكن يبدو أنه يشير إلى أنَّ كلاً من العشوائية والهيكل الهرمي يعملان على نطاق مجموعات المجرات وما هو أكبر منها.
وجدت إحدى الدراسات التي أجريت عام 2004 أنَّ طيف القوة لا يُصاغ بقانون واحد ولكنه يُظهر انحناءً واضحاً وبالتالي فهو يقود إلى فرضية علم الكون الكسوري، وفي ورقة بحثية تعود للعام 2008 بعنوان «الانحراف المكافئ للتجانس في الهياكل واسعة النطاق للمجرات» تبين أن التركيب واسع النطاق للمجرات أفضل ما يتم وصفه بواسطة مقياس البعد الكسري المستقل الذي يتراوح من الصفر إلى الثلاثة، وهو يعطي طريقة جيدة لتقدير عدد المجرات في الكون بالتوافق مع قياسات التليسكوب العملاق هابل، وفي عام 2013 اكتشف علماء الفلك مجموعة كبيرة من البنى الكونية التي يبلغ قطرها حوالي 1.6 مليار سنة ضوئية، وهذا القطر أكبر بكثير من المسموح به من قبل الفرضيات الكونية الكسورية وهو الأمر الذي يؤكد أنَّ الكون يجب أن يكون متجانساً عند استخدام مقاييس بهذا الحجم الكبير.

## النمط الهندسي الكسري في علم الكونيات النظري
من المحتمل أنَّ الظهور الأول للنمط الهندسي الكسري في علم الكونيات النظري كان مع نظرية أندريه ليندي «الكون المضطرب ذاتي التوسع للأبد» ، والتي يُعبر عنها «بنظرية التضخم الفوضوي 1986»، في هذه النظرية هناك قمم في القياسات تتماشى مع الأكوان الفقاعية مما يجعل الكون كسورياً على أكبر المقاييس المستخدمة، وتشير الورقة البحثية التي نشرها آلان غوث عام 2007 حول «التضخم الأبدي وآثاره» ، إلى أن هذا التنوع في نظرية التوسع الكوني لا يزال قيد الدراسة حتى اليوم، ويعتبر هذا التضخم على نطاق واسع أفضل نموذج كوني متاح لدينا حالياً.
اقتُرح عدد كبير من النظريات الكونية المختلفة منذ العام 1986 والتي تظهر خصائص كسورية للكون، وفي حين تظهر نظرية ليند معايير كسورية في المقاييس من المحتمل أن تكون هذه المعايير أكبرمن تلك الملاحظة في نظريات أخرى مثل «التثليث الديناميكي السببي» ، و«جاذبية الكم» ، عند دراسة حيز صغير جداً للغاية بحيث تقترب أبعاده من مقياس بلانك تصف هذه النظريات الحديثة للجاذبية الكمومية بنية كسورية للزمان نفسه وتشير إلى أن أبعاد الفضاء تتطور مع الزمن، وكان عالم الفلك الفرنسي لوران نوتال قد اقترح الطبيعة الكسورية للكون في ورقة بحثية عن النسبية نشرت عام 1992 ، ونشر كتاباً حول موضوع النمط الهندسي الكسوري الزماني في عام 1993، من جهته يعمل عالم الرياضيات الفرنسي آلان كونس منذ عدة سنوات على التوفيق بين النسبية وميكانيكا الكم بهدف الوصول لنظرية شاملة توحد قوانين الفيزياء باستخدام هندسة غير تبادلية وهذه الطريقة تُنتج نمط هندسي كسري ، وتشير أبحاث عالم الفيزياء كارلو روفيلي إلى أن الزمن هو خاصية تنشأ بشكل طبيعي عند استخدام النمط الهندسي الكسري ، بينما في نظرية التثليث الديناميكي السببي تتقاسم الكتل والبنى المتجاورة نفس الاتجاه في زمنٍ مناسب ، وعلى كلِّ حال فكلا النظريَّتان تشيران إلى أنَّ نسيج الفضاء نفسه يتبع النمط الهندسي الكسري.

## منشورات عن علم الكونيات الكسورية
يقدم كتاب اكتشاف علم الكونيات الكسورية من تأليف يوريغ باريشيف وبيكا تيريكوربي لمحة عامة عن علم الفلك الكسوري ، ويوضح نقاط بارزة في تطور هذا العلم ويلخص تاريخه ويستعرض المفاهيم الأساسية لعلم الفلك الفيزيائي القديم والحديث، يوثق الكتاب أيضاً ظهور وجهات النظر التي تتبناها النظريات الشبيهة بعلم الفلك الكسوري والمسار التاريخي الذي مرَّت به هذه النظريات من العصور القديمة وحتى الوقت الحاضر، ويوضح المؤلفون أنَّ بعض الأفكار ذات الصلة بهذه النظرية قد تطورت معاً بشكل يظهر أن الرؤية الكسورية للكون لها تاريخ طويل ومتنوع على الرغم من أن الناس لم يكن لديهم دائماً المصطلحات المناسبة للتعبير عن الأشياء بالطريقة المعاصرة التي نعبر اليوم من خلالها.
يتتبع هذا الكتاب تطور علم الفلك ابتداءً من الأساطير السومرية والبابلية الموغلة في القدم مروراً بأفكار علماء الإغريق القدماء مثل أرسطو وأناكسيماندر وأناكساجوراس وصولاً لعصر الثورة العلمية الأوروبية وما بعدها، ويشير لمساهمات علماء بارزين في هذا المجال مثل إيمانويل سويدنبورغ وإيدموند فورنييه دال وكارل شارليير وكنوت لوندمارك، واستخدامهم لتفسيرات منطقية مثل النمطي الهندسي المتكرر وما يشابهه، بالإضافة إلى ذلك يوثق الكتاب عمل دي فوكولورس وماندلبروت وبيترونيرو ونوتال وغيرهم في العصر الحديث، والذين وضعوا نظريات أو اكتشفوا أو أثبتوا أن للكون جانباً كسورياً يمكن ملاحظته ودراسته.
في 10 آذار مارس من العام 2007، نشرت مجلة العلوم الأسبوعية New Scientist على غلافها مقالة بعنوان «هل الكون كسوري؟» ، ركزت فيها الكاتبة أماندا غيفتر على وجهات النظر المتناقضة لبيترونيرو وزملائه الذين يعتقدون أن الكون يبدو كسرياً، مع مناقشة آراء ديفيد ووج هوغ من جامعة نيويورك وغيره ممن يعتقدون أن الكون متجانس نسبياً على نطاق واسع حتى عند دراسة عينة كبيرة وشاملة بما فيه الكفاية، كانت هذه المقالة بمثابة متابعة لمقالة سابقة نشرت في نفس المجلة في 21 أغسطس 1999 من تأليف ماركوس تشون بعنوان «الكون الكسوري» ، وفي نوفمبر 1994 نشرت مجلة Scientific American مقالاً على غلافها كتبه الفيزيائي أندريه ليندي بعنوان «الكون ذاتي التوسع» ، والتي دعمت فكرة الكون الكسوري بشدة، وفي يوليو 2008 نشرت نفس المجلة Scientific American مقالة عن نظرية التثليث الديناميكي السببي  كتبها العلماء الثلاثة الذين دعموا النظرية والتي أشارت بوضوح مرة أخرى إلى أن الكون قد يكون له خصائص كسورية، فمبدأ التثليث الديناميكي السببي هو أحد مناهج الجاذبية الكمومية الذي وضعه رينيت لول وجان أمبيجورن وجيرسي يوركيفكس، وهو مشابه للجاذبية الكمومية الحقلية في استقلالهما عن نسيج الزمكان، أي أنَّه لا يأخذ بعين الاعتبار وجود فضاء بعدي بل يكون الهدف الرئيسي منه إيجاد تفسير لتطور نسيج الزمكان، إنَّ التثليث الديناميكي السببي يعيد خلق الزمكان رباعي الأبعاد ويكشف عن البنية الكسرية للزمن المنتظم وتتفق هذه الاستنتاجات مع اكتشافات لاوشر ورويتر واللذان اتبعا منهجاً يدعى جاذبية آينشتاين الكمومية، كما تتفق أيضاً مع الدراسات والأعمال النظرية الأخرى خاصةً الحديثة منها.